# Plötz (Wasserfall)
Koordinaten: 47° 48′ 1″ N, 13° 10′ 55″ O
Die Plötz ist eine Klamm des Rettenbachs in der Vorderschroffenau, zwischen Hinterschroffenau und Ebenau im Land Salzburg, mit einem als Naturdenkmal geschützten Wasserfall.

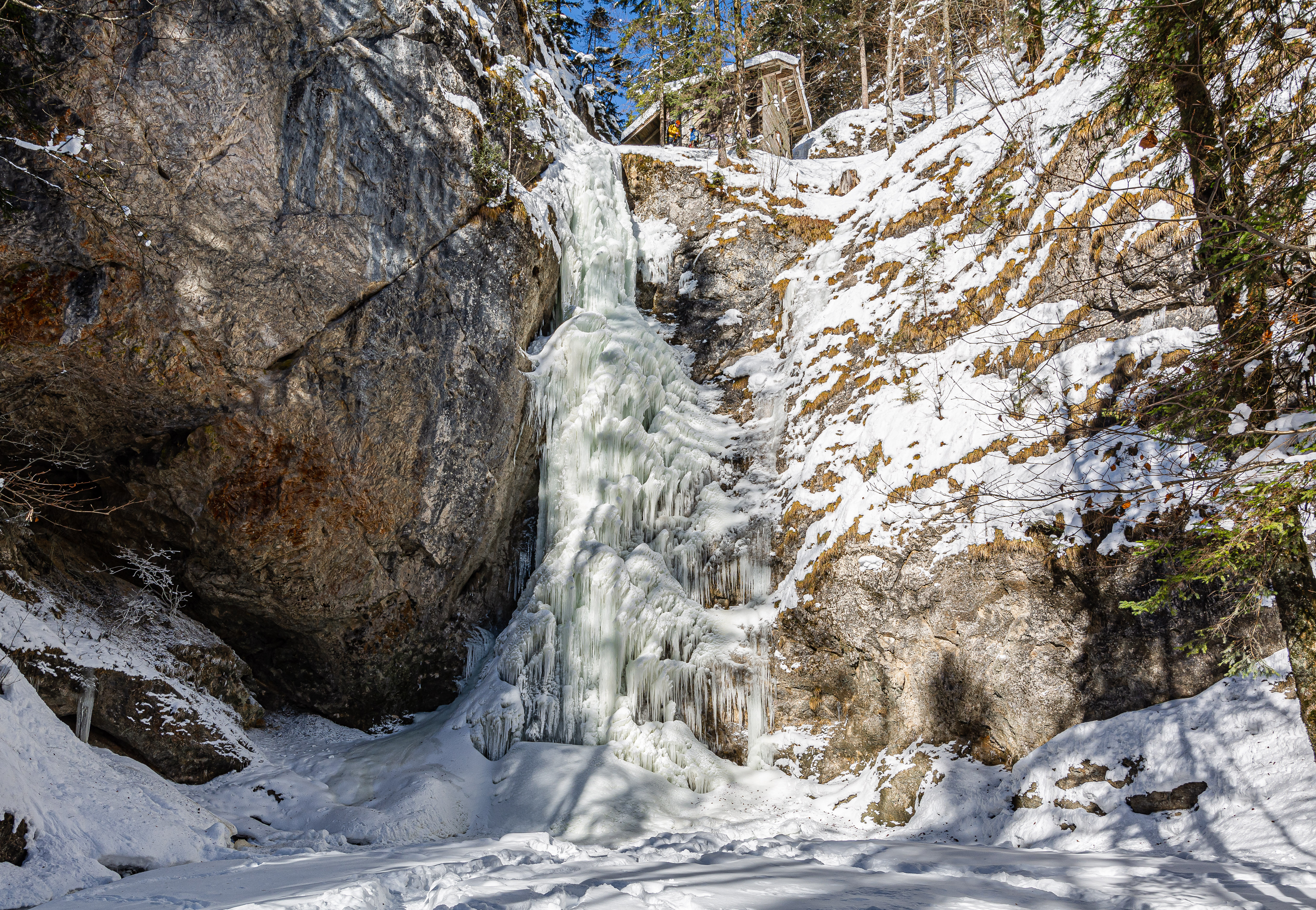
Die Plötz im Jänner 2017

## Beschreibung
Der Rettenbach hat sich hier vom Hinterschroffenauer Plateau tief eingeschnitten und gräbt sich durch eine etwa einen halben Kilometer lange Schlucht. Dort bildet sie einen Wasserfall und zahlreiche Gumpen (Strudellöcher), über die sich der insgesamt 50 Meter hohe Fall in mehreren Kaskaden ergießt und am Ende dann frei 25 Meter in einen reizvollen Tümpel fällt. Die Plötz ist als Naturbad bekannt.
Ein Wanderweg erschließt sie vom Parkplatz Plötz (Gasthaus Schroffengut, Wiestalstraße L 107) bei der Waschlmühle (Gehzeit 15 min) und gehört zum Ebenauer Mühlenwanderweg (Weg Nr. 61).

## Medien
- Ebenau – Das Dorf der alten Mühlen. Insider Spezial Österreich, 45 Min, DVD 2010, EAN: 4032614608002 (Ausschnitte flash-video, ebenau.at)